# Julia Szychowiak
Julia Szychowiak (* 11. April 1986 in Breslau) ist eine polnische Dichterin.

## Leben
Szychowiak ist die Tochter der Schriftstellerin Małgorzata Szychowiak und studierte Sonderpädagogik an der Universität Breslau.
2006 gewann Szychowiak mit ihren Gedichten Poprawiny das Projekt Połów (Fang) des Verlags Biuro Literackie. Diese Gedichte waren der Vorläufer für ihren ersten Gedichtband Po sobie (2007), für den sie 2008 mit dem ersten Breslauer Lyrikpreis Silesius für das Debüt des Jahres ausgezeichnet wurde.
2016 debütierte sie als Prosaschriftstellerin mit dem Roman Całe życie z moim ojcem.
Sie lebt in Księżyce bei Wiązów und in Warschau.

## Bibliografie

### Lyrik
- Po sobie, 2007 (Gewinner des Breslauer Lyrikpreises Silesius 2008)
- Wpsólny język, 2009
- Intro, 2014 (nominiert für den Breslauer Lyrikpreis Silesius 2015)
- Naraz, 2016

### Prosa
- Całe życie z moim ojcem, 2016